# Главы Мариуполя
Городской голова Мариуполя — глава исполнительной местной власти в городе Мариуполе (Донецкая область), избираемый на выборах 1 раз в 4 года. Действующий голова Мариуполя — Бойченко Вадим Сергеевич (с 15 декабря 2015).

## Список руководителей города
| №  | Фамилия, имя, отчество            | Годы                             | Должность                                                                           |
| -- | --------------------------------- | -------------------------------- | ----------------------------------------------------------------------------------- |
| 1  | Вяликов Степан                    | 1778 - 1779                      | смотритель гос. селений города Павловск                                             |
| 2  | Хаджи Михаил                      | 1780 - 1782                      | председатель Мариупольского греческого суда                                         |
| 3  | Хаджи Спиридон Ильев              | 1782 - 1785                      | председатель Мариупольского греческого суда                                         |
| 5  | Горленский Иван                   | 1788 - 1790                      | зам секретаря Мариупольского греческого суда                                        |
| 7  | Калери Леонтий Фёдорович          | 1797 - 1800                      | городской голова Мариуполя                                                          |
| 9  | Чебаненко Иван Антонович          | 1846 - 1852                      | городской голова Мариуполя                                                          |
| 11 | Золотарёв Степан Якимович         | 1857 - 1858                      | исп. обязанности городского головы                                                  |
| 12 | Попов Илья Леонтьевич             | 1858 - 1860                      | городской голова Мариуполя                                                          |
| 13 | Караманов Сафроний Константинович | 1860 - 1861                      | городской голова Мариуполя                                                          |
| 14 | Попов Алексей Юрьевич             | 1861 - 1863                      | городской голова Мариуполя                                                          |
| 15 | Хараджаев Александр Давыдович     | 1864 - 1866                      | городской голова Мариуполя                                                          |
| 16 | Аттаринов Аким Григорьевич        | 1866 - 1867                      | городской голова Мариуполя                                                          |
| 18 | Трандафилов Александр Дмитриевич  | 1872 - 1876                      | городской голова Мариуполя                                                          |
| 20 | Чебаненко Антон Иванович          | ? - 1883                         | городской голова Мариуполя                                                          |
| 21 | Мелеков Андрей Леонтьевич         | 1884 - 1886                      | городской голова Мариуполя                                                          |
| 23 | Горбачёв Стефан Фёдорович         | 1888 - 1891                      | городской голова Мариуполя                                                          |
| 24 | Мелеков Андрей Леонтьевич         | 1892 - 1895                      | городской голова Мариуполя                                                          |
| 25 | Попов, Иван Алексеевич            | 1896 - сент 1917                 | городской голова Мариуполя                                                          |
| 26 | Громенко                          | март 1917 - апр 1917             | председатель Мариупольского Совета рабочих и солдатских депутатов (МСРСД)           |
| 27 | Коваль, Яков Яковлевич            | май 1917 - окт 1917              | председатель МСРСД                                                                  |
| 28 | Варганов, Василий Афанасьевич     | окт 1917 - янв (апр?) 1918       | председатель МСРСД                                                                  |
| 29 | Балясов В. Т.                     | янв 1918?                        | председатель МСРСД                                                                  |
| 29 | Нейбах, Иван Иванович             | март (янв - апр?) 1918           | председатель МСРСД                                                                  |
| 30 | Способин Г.Я.                     | сент 1917 - апр 1918             | городской голова Мариуполя                                                          |
| 31 | Попов, Иван Алексеевич            | апр 1918 - ноя 1918              | городской голова Мариуполя                                                          |
| 32 | Способин Г.Я.                     | ноя 1918 - янв 1919              | городской голова Мариуполя                                                          |
| 33 | Попов, Иван Алексеевич            | янв 1919 - февр 1919             | городской голова Мариуполя                                                          |
| 34 | Данилов Х.И.                      | февр 1919 - март 1919            | городской голова Мариуполя                                                          |
| 35 | Македон, Георгий Антонович        | 29 марта - 23 мая 1919           | председатель Мариупольского военно-революционного комитета (ревкома)                |
| 36 | Данилов Х.И.                      | 24 мая 1919 - 3 января 1920      | городской голова Мариуполя                                                          |
| 38 | Шишков Б.                         | 1920 - 21 марта 1921             | председатель Мариупольского ревкома и уездного исполнительного комитета (исполкома) |
| 38 | Кабанов                           | январь 1920                      | председатель Мариупольского ревкома                                                 |
| 38 | Марков                            | июль 1920                        | председатель Мариупольского ревкома                                                 |
| 39 | Моргунов, Василий Родионович      | 21 марта 1921 - 7 августа 1922   | председатель Мариупольского уездного исполкома                                      |
| 40 | Поляков, Кузьма Захарович         | 7 августа 1922 - 19 ноября 1923  | председатель Мариупольского уездного исполкома                                      |
| 41 | Чудненко, Николай Григорьевич     | 19 ноября 1923 - май 1925        | председатель Мариупольского окружного исполкома                                     |
| 42 | Богуцкий, Владимир Никифорович    | май 1925 - март 1927             | председатель Мариупольского окружного исполкома и председатель городского Совета    |
| 43 | Витолин, Максим Иванович          | март 1927 - янв 1928             | председатель Мариупольского городского Совета                                       |
| 44 | Стовбур                           | янв 1928 - дек 1929              | председатель Мариупольского городского Совета                                       |
| 46 | Иевлев                            | март 1933                        | председатель Мариупольского городского Совета                                       |
| 47 | Ястржембский                      | апрель 1933                      | председатель Мариупольского городского Совета                                       |
| 48 | Голышев, Георгий Ефимович         | 1935                             | председатель Мариупольского городского Совета                                       |
| 50 | Третьяков, Иван Кириллович        | 1943 - 24 июня 1946              | председатель Мариупольского горсовета депутатов трудящихся                          |
| 51 | Нехтиенко, Яков Тимофеевич        | январь 1945 - апрель 1946        | председатель Мариупольского горсовета депутатов трудящихся                          |
| 52 | Кудрявцев, Назар Львович          | август 1946 - 1950               | председатель Ждановского горсовета депутатов трудящихся                             |
| 53 | Скидский, Алексей Александрович   | 1950 - окт 1953                  | председатель Ждановского горсовета депутатов трудящихся                             |
| 54 | Лигачёв, Алексей Ильич            | октябрь 1953 - сентябрь 1958     | председатель Ждановского горсовета депутатов трудящихся                             |
| 55 | Расчупкин, Александр Андреевич    | октябрь 1958 - август 1964       | председатель Ждановского горсовета депутатов трудящихся                             |
| 56 | Гончаренко, Владислав Павлович    | август 1964 - 1968               | председатель Ждановского горсовета депутатов трудящихся                             |
| 57 | Качура, Борис Васильевич          | 1968 - 1969                      | председатель Ждановского горсовета депутатов трудящихся                             |
| 58 | Санников, Юрий Фёдорович          | 1969 - май 1977                  | председатель Ждановского горсовета депутатов трудящихся                             |
| 59 | Кучеренко, Виктор Григорьевич     | 24 мая 1977 - май 1980           | председатель Ждановского горсовета депутатов трудящихся                             |
| 60 | Зозуля, Александр Михайлович      | 23 мая 1980 - 31 марта 1990      | председатель Ждановского горсовета депутатов трудящихся                             |
| 61 | Кошелев, Станислав Герасимович    | 10 апреля 1990 - 18 декабря 1990 | председатель Мариупольского совета народных депутатов                               |
| 62 | Хотлубей, Юрий Юрьевич            | 18 декабря 1990 - 24 июня 1994   | председатель Мариупольского совета народных депутатов                               |
| 63 | Поживанов, Михаил Александрович   | 24 июня 1994 - 29 марта 1998     | председатель Мариупольского совета народных депутатов, городской голова Мариуполя   |
| 64 | Хотлубей, Юрий Юрьевич            | 29 марта 1998 - 15 декабря 2015  | городской голова Мариуполя                                                          |
| 65 | Бойченко Вадим Сергеевич          | с 15 декабря 2015                | городской голова Мариуполя                                                          |

## Комментарии
- С 1937 года должность председателя Мариупольского городского Совета заменена на должность председателя Мариупольского городского Совета депутатов трудящихся,
- С 22 октября 1948 года — Ждановского городского Совета депутатов трудящихся,
- С 13 января 1989 года — вновь Мариупольского городского Совета депутатов трудящихся,
- С 9 июля 1997 года — должность председателя городского Совета заменена на должность городского головы.